# He was The King
He was The King is een lied van Neil Young waarin hij een ode brengt aan Elvis Presley. Hij bracht het in 2005 uit op een radiosingle en op zijn album Prairie wind.
Het is een upbeat-nummer in een countryrock/countryblues-stijl dat Young met een uitgebreide band speelde. Hierin is een hoorn te beluisteren en speelden ook andere koperblazers mee; Ben Keith speelde op een steelgitaar en Young op een mondharmonica. In het gospelkoor zongen Diana DeWitt, Gary Pigg en Youngs vrouw Pegi.
Young verwees ook al eerder naar Elvis, namelijk in Hey hey, my my uit 1979.